# 羽黒山 (栃木県)

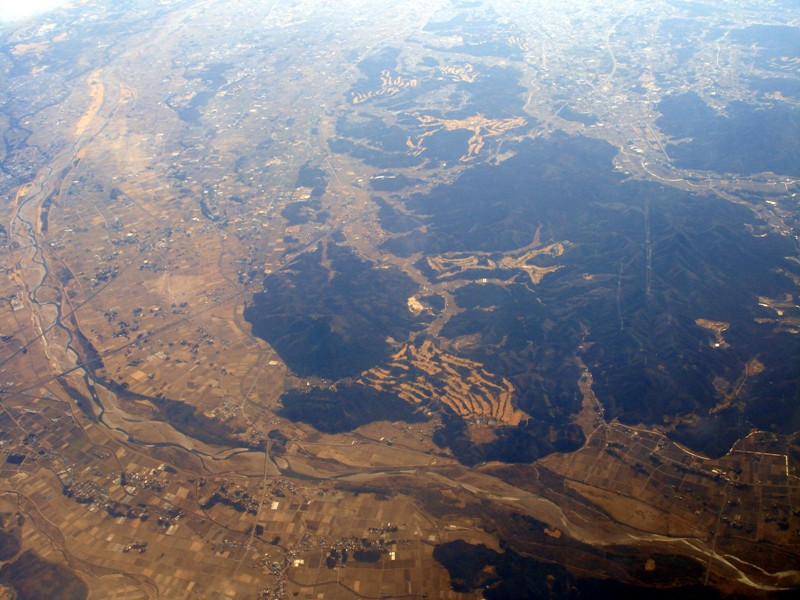
写真中央が羽黒山。鬼怒川が取り巻くように流れる。（航空機より望む）

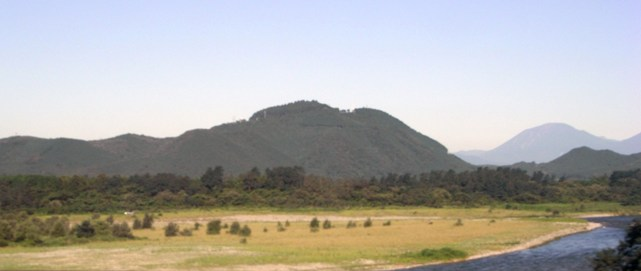
手前でいだらぼっちが足を洗ったと言われる鬼怒川。奥に羽黒山、男体山を望む

羽黒山（はぐろさん）は栃木県宇都宮市今里町にある山である。山頂付近の水準点は標高458.2m。国土地理院作成の25,000分の1地形図およびその等高線によると、羽黒山の最高地点は頂上部南東部のピークである標高470m以上480m未満の地点である。

## 概要
羽黒山は、栃木県宇都宮市北東上河内地区の今里町にある標高458m（最高地点は標高470m以上480m未満のピーク）の低山である。西鬼怒川の西岸部に位置する。山頂からは気象条件が良ければ筑波山、加波山をはじめ富士山を臨むことも出来る。山頂部には羽黒山神社が鎮座する。
古名は河内山であったが、出羽国の羽黒山（出羽神社）から分霊を勧請したことから、羽黒山に改称した。地元では親しみをこめて「おはぐろさん」と呼んでいる。

## だいだらぼっち伝承
羽黒山には人間がまだ誕生しない大昔、だいだらぼっちが羽黒山に腰掛けて鬼怒川で足を洗ったという言い伝えがある（だいだらぼっちとは日本の各地で伝承される巨人である）。

## 羽黒山の祭り・梵天祭り
羽黒山の麓、今里の宿では収穫を盛大に祝う約300年の歴史を持つ羽黒山の祭礼・梵天祭り（ぼんてんまつり）が毎年開かれ県内外から多くの見物客を集める。毎年春は5月5日、秋は11月23日から24日に行われる。特に秋の「梵天祭り」は五穀豊穣、家内安全を願って「梵天」を神社に奉納する盛大な祭りで、その歴史は江戸時代中期に収穫を祝い感謝する行事として始められたと言われる。梵天の房が付けられた長い竹竿を祭りの衣装をまとった若者が担ぎ、威勢のよい「ホイサ、ホイサ」の掛け声と供に羽黒山頂上にある羽黒山神社まで3kmほどの参道を練り歩く。

## 放送送信施設
当山にはFMラジオ放送の送信所と地上デジタルテレビ放送の中継局が置かれている。2000年までは日本放送協会（NHK）東京のアナログテレビ中継局も置かれていた。 

### FMラジオ放送送信施設
| 周波数 （MHz） | 放送局名                          | コールサイン | 空中線電力 | 実効輻射電力 | 放送対象地域 | 放送区域内世帯数 |
| -------------- | --------------------------------- | ------------ | ---------- | ------------ | ------------ | ---------------- |
| 76.4           | エフエム栃木 （レディオ・ベリー） | JOSV-FM      | 1 kW       | 3.9 kW       | 栃木県       | 約30万世帯       |
| 80.3           | NHK 宇都宮FM                      | JOBP-FM      | 1 kW       | 3.9 kW       | 栃木県       | 約30万世帯       |
| 94.1           | CRT 栃木放送                      | -            | 1 kW       | 2.7 kW       | 栃木県       |                  |

- NHK-FMは1970年3月30日に運用を開始[6]、同4月6日に県域放送を開始した[9]。
- 栃木放送のFM補完中継局「CRT-FM」宇都宮局は2017年12月28日に運用開始した[10]。

### デジタルテレビ放送送信施設
2012年2月10日に「上河内中継局」として予備免許が交付 され、同年3月19日から本放送を開始した。
NHK総合テレビの県域放送は、2012年4月1日から実施されている。
※以下のデータは予備免許によるものである。
| ID | 放送局名         | 物理 チャンネル | 空中線電力 | 実効輻射電力 | 放送対象地域 | 放送区域内世帯数 |
| -- | ---------------- | --------------- | ---------- | ------------ | ------------ | ---------------- |
| 1  | NHK 宇都宮総合   | 46              | 3W         | - W          | 栃木県       | 5,991世帯        |
| 2  | NHK 東京教育     | 43              | 3W         | - W          | 全国         | 5,991世帯        |
| 3  | GYT とちぎテレビ | 41              | 3W         | - W          | 栃木県       | 5,991世帯        |
| 4  | NTV 日本テレビ   | 48              | 3W         | - W          | 関東広域圏   | 5,991世帯        |
| 5  | EX テレビ朝日    | 51              | 3W         | - W          | 関東広域圏   | 5,991世帯        |
| 6  | TBSテレビ        | 49              | 3W         | - W          | 関東広域圏   | 5,991世帯        |
| 7  | TX テレビ東京    | 52              | 3W         | - W          | 関東広域圏   | 5,991世帯        |
| 8  | CX フジテレビ    | 50              | 3W         | - W          | 関東広域圏   | 5,991世帯        |

### かつて設置されていた施設

#### アナログテレビ放送送信施設
上記NHK宇都宮FMの送信所と局舎及び空中線柱を共用して、アナログテレビの「上河内中継局」が置かれていたが、CATVへの全戸加入により受信者が皆無となったことに伴い2000年3月31日に廃局となった。1997年時点の諸元 を表に示す。
| 放送局名    | チャンネル | 空中線電力        | 実効輻射電力 | 放送対象地域 | 放送区域内世帯数 | 偏波面   | 開局日        |
| NHK東京総合 | 43ch       | 映像3W /音声750mW | 映像14.5W    | 関東広域圏   | 502世帯          | 垂直偏波 | 1974年5月30日 |
| NHK東京教育 | 45ch       | 映像3W /音声750mW | 映像14.5W    | 全国         | 502世帯          | 垂直偏波 | 1974年5月30日 |

## ギャラリー

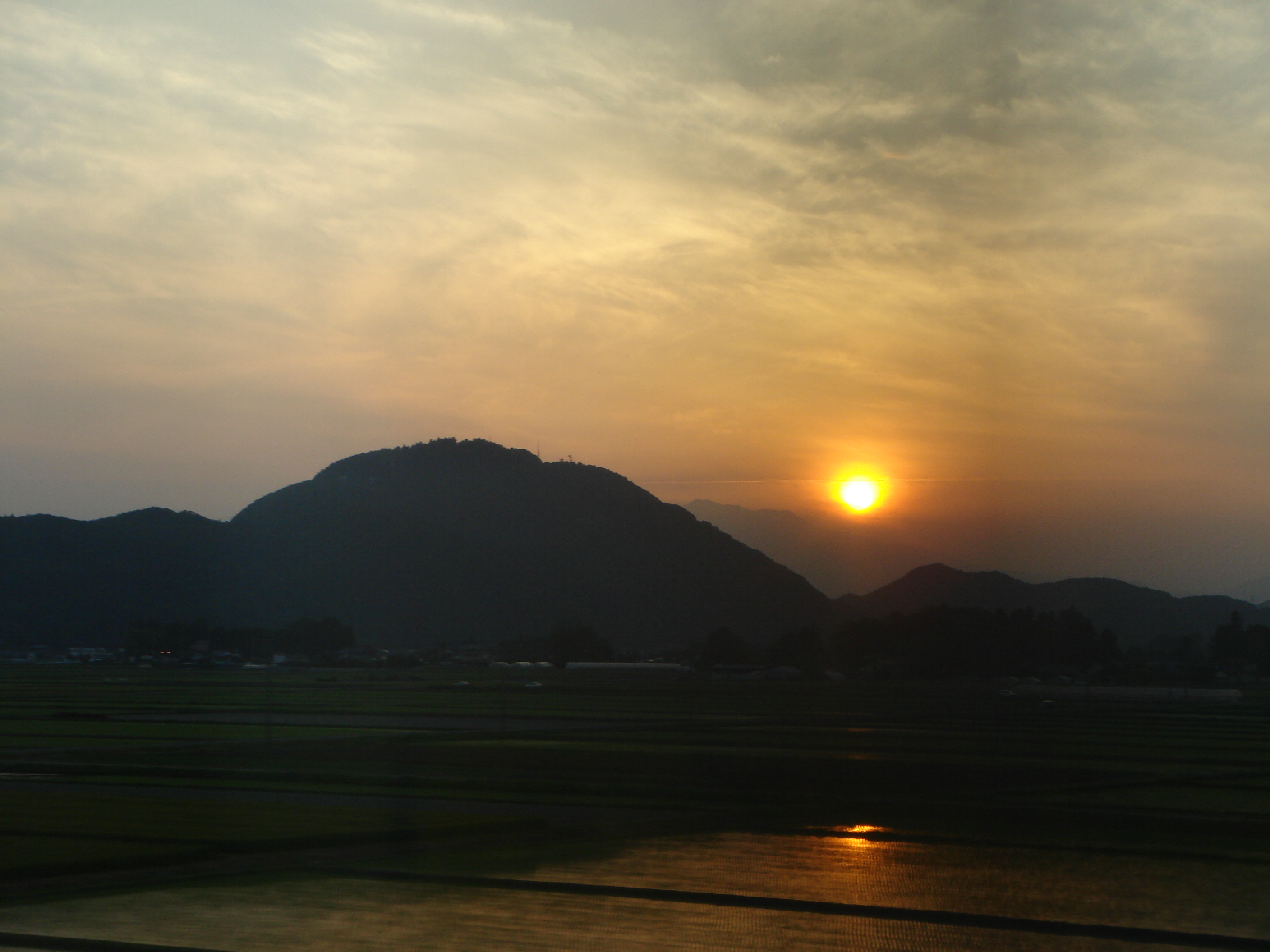
夕暮れの羽黒山（2007年5月）
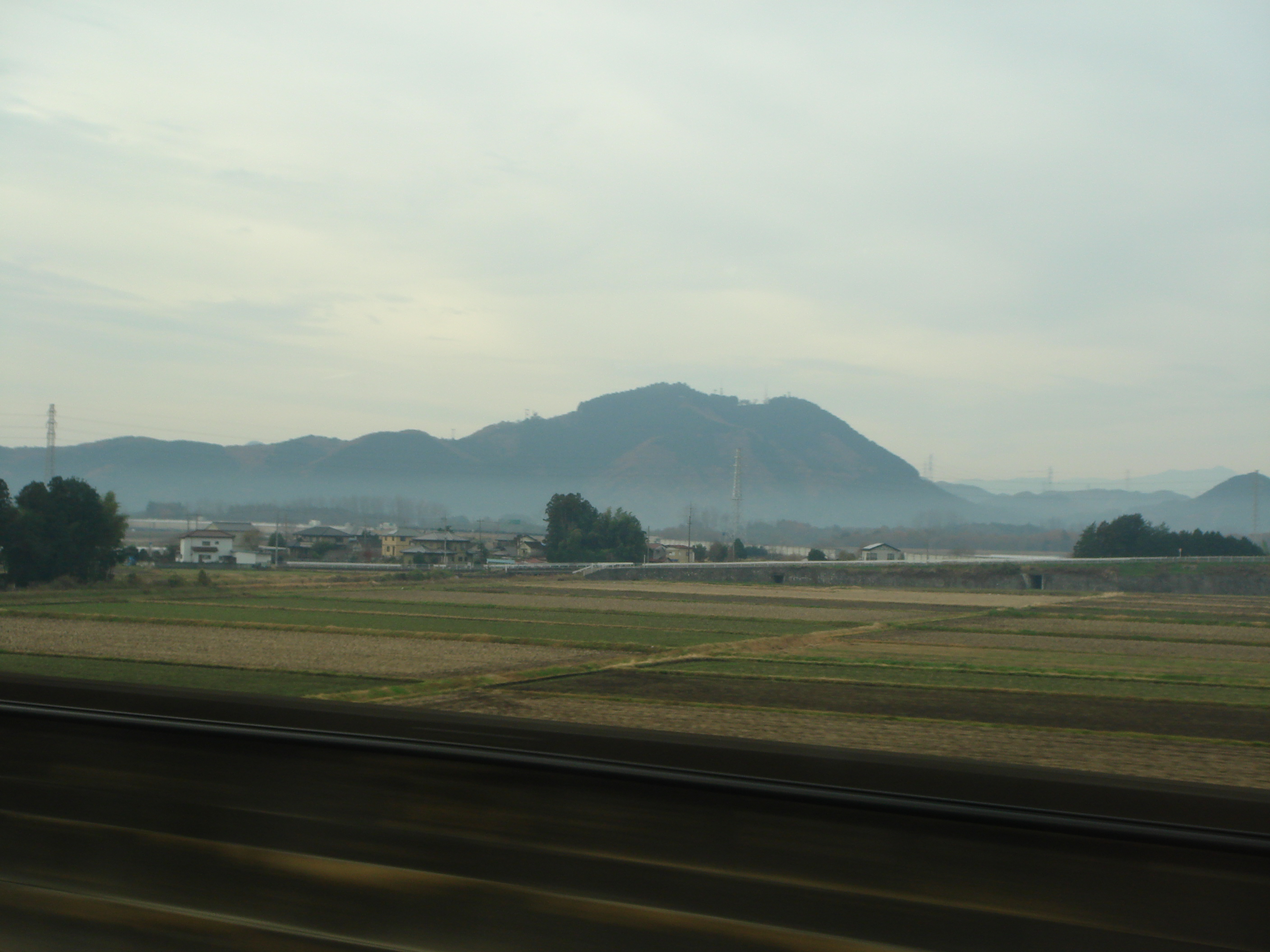
東北新幹線線より望む羽黒山（2006年12月撮影）
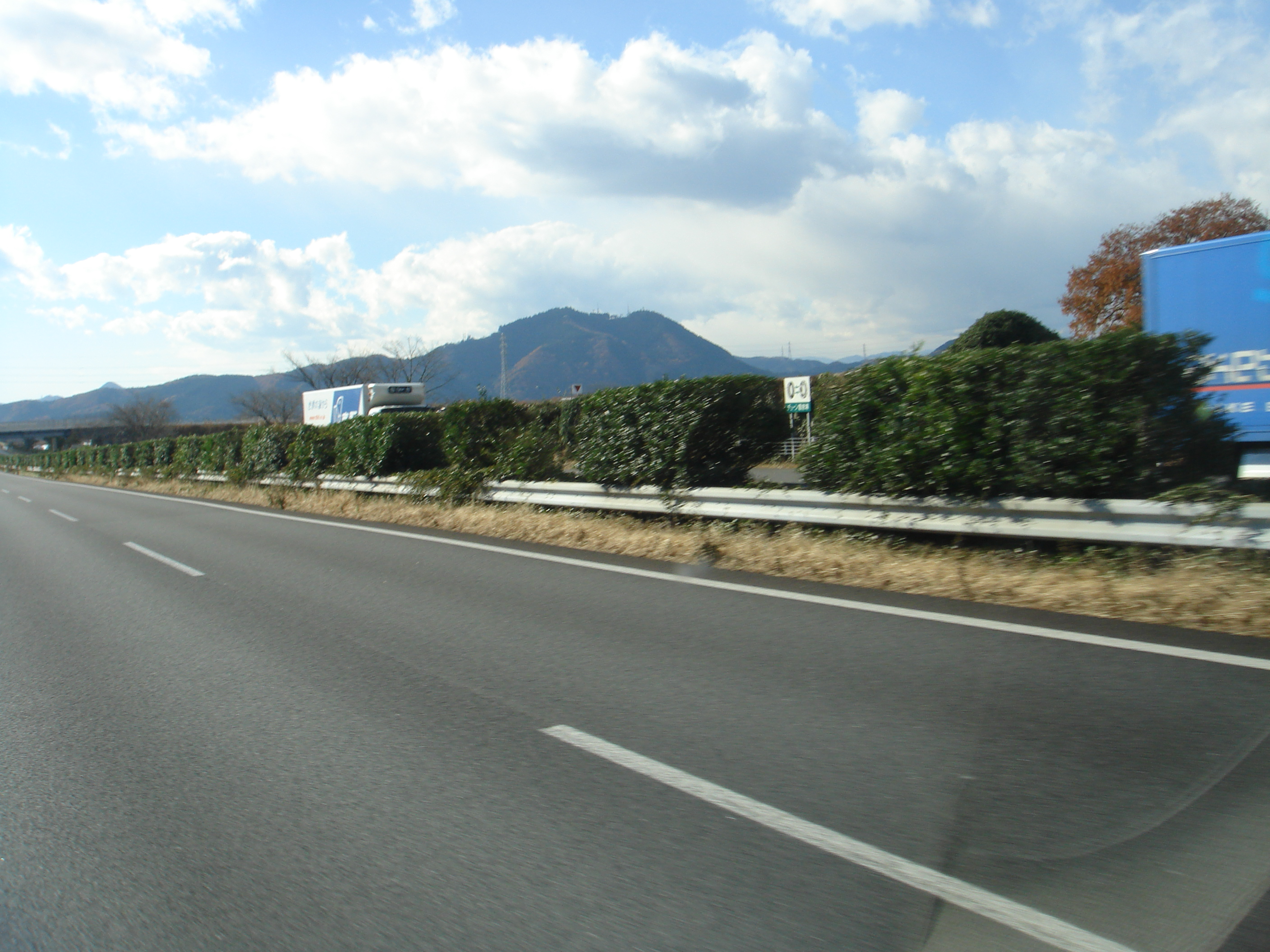
東北自動車道上り車線より望む羽黒山（2006年12月撮影）